# Mario Madiai
Mario Madiai (Siena, 14 maggio 1944) è un pittore italiano contemporaneo. Vive ed opera principalmente a Livorno, spostandosi tra Venezia, Firenze, Siena, Barga, "luoghi nei quali trova gli spunti più congeniali al suo temperamento". Di formazione postmacchiaiola, sperimenta nella sua attività nuove tecniche pittoriche con le quali produce dipinti dalle tematiche diverse.

## Biografia
Mario Madiai nasce a Siena nel 1944. Nei primi anni di vita la sua famiglia si trasferisce a Livorno, dove Madiai inizia il percorso scolastico alle scuole elementari De Amicis. Già in questi anni dimostra, secondo Pier Carlo Santini, "di possedere un talento artistico naturale e una predilezione per l'osservazione, iniziando a disegnare i primi soggetti con precoce abilità."
Finite le elementari la madre, sotto consiglio del maestro, lo iscrive all'Istituto d'arte Passaglia di Lucca. Qui dal 1957 al 1963, sotto la guida del professor Palagi, riesce a conseguire ottimi risultati. Nel 1961 infatti, a soli 17 anni, vince il premio Spalletta, rassegna pittorica svolta a Livorno, attirando l'attenzione di noti pittori livornesi dell'epoca, tra i quali Giovanni March e Gino Romiti.
Terminati gli studi al "Passaglia", inizia a vendere i propri dipinti a Livorno ed entra in contatto con una piccola galleria d'arte. I temi sono quelli delle vedute livornesi e di altri soggetti, nei quali l'artista segue la tradizione dei pittori postmacchiaioli. Tuttavia, in altre produzioni si delineano i tratti di una personalità più libera e moderna, non legata ai tradizionali stereotipi. Con queste produzioni Madiai intende definirsi meglio e capire le proprie ragioni espressive

### Anni '70-'80
Dai primi anni '70 in poi partecipa a diverse rassegne e stringe rapporti con gallerie importanti, quali la Galleria Menghelli di Firenze, il cui proprietario Silvano Menghelli, conosciuto in occasione di una rassegna pittorica toscana, diventerà suo consigliere e critico per quanto riguarda gli aspetti espressivi e la tecnica.
Nel 1972, dopo un viaggio in Persia, comincia ad individuare nuovi soggetti e tematiche con le quali liberarsi definitivamente dalla tradizione pittorica postmacchiaiola. Rimanendo affascinato dai dettagli, dalla ricchezza dei colori, dai riflessi sulle cupole delle moschee, dai costumi e dalle vesti variopinte, produce la serie dei quadri persiani, che, secondo il critico Pier Carlo Santini, "testimoniano una piena maturazione artistica e la padronanza di una tecnica nuova ed originale".
Tornato in Italia si sposta frequentemente da Livorno, soggiornando a Barga, Siena, Venezia e Firenze. Trova gli spunti più importanti della sua produzione nei paesaggi, negli oggetti, nei giardini e nelle vedute di questi luoghi. Numerosi sono i dipinti di questo periodo, dagli interni fiorentini, alla serie delle Serre, ai giardini di Barga. Dei primi anni 80 fa parte anche la serie dei quadri veneziani. Nella città veneta, in cui torna periodicamente da diversi anni, stabilisce lo studio in Casa Frollo, nome della villa in cui risiede. Le finestre della stanza si aprono sul Canale della Giudecca e sullo sfondo di Piazza San Marco. Santini nota soprattutto l'abilità tecnica del pittore nel cogliere ogni luce, il passaggio dei battelli, l'incresparsi delle onde, la penombra al calare del sole e l'abilità della mano che li riproduce sulla tela, trasferendo su di essa anche lo stato emotivo.
Nonostante la sua condizione di "pittore errante" come è stato definito dalla critica, risente, seppure in chiave originale e moderna, della cultura artistica livornese. Rappresenta infatti soggetti livornesi in dipinti quali Livorno: i Bagni Pancaldi del 1977 o L' albero della Rotonda del 1979. Successiva di qualche anno è la serie Omaggio a Piero Ciampi, realizzata nel suo studio ascoltando alla radio le canzoni scritte dal poeta e musicista livornese Piero Ciampi, interpretate da cantanti quali Gino Paoli e Renato Zero.
L'ultimo ciclo di questo ventennio è quello che ha per tema le Campagne, motivato in parte dall'esperienza del Viaggio pittorico in Toscana del 1984, rassegna itinerante in alcune città italiane. Si tratta delle campagne senesi in cui soggiorna spesso in quegli anni e in cui, scrive Santini, riesce grazie alla sua creatività a cogliere i particolari dei luoghi, dell'equilibrio tra natura e artificio, dei fiori, delle coltivazioni, dei poderi.
Non sono mancati nel ventennio che va dal 1970 alla fine degli anni '80 cambiamenti di prospettiva sui temi che hanno portato l'artista a produrre opere che si discostano dalla consueta visione, cambiamenti che gli studiosi definiscono parentesi o più tradizionalmente momenti di riflessione. A questi periodi di "riflessione" appartengono, ad esempio, i dipinti della serie L' Incontenibile Energia degli anni 1974-75 presentati ad una mostra livornese dal critico Elio Mercuri, nei quali l'autore rappresenta tubi esplosi, deformati
e cavi elettrici tranciati che trasmettono tensione e drammaticità. In queste opere secondo Mercuri "Madiai dà forma alla incontenibile energia che ci pulsa dentro, e riesce a tradurre l'angoscia in visione di possibile liberazione. In questa inesauribile prova di fedeltà al proprio sentire e vedere dà al particolare più insignificante il valore di un'assoluta verità". Altre variazioni tematiche nascono alla fine degli anni '80. Del 1987 sono infatti le "Tavole della memoria" ed altri quadri come La Valigia di Talete, Il cappello nero e Tavola imbandita.
Altro soggetto spesso ritratto dal pittore è la Vespa, il veicolo a 2 ruote della Piaggio. Madiai la fissa nelle sue tele a partire dagli anni '70 fino al 2014, anno in cui viene allestita una mostra con i suoi dipinti presso il museo Piaggio a Pontedera.
Nel 1986 espone a Londra, Madrid, Parigi inaugurando un ciclo di mostre che negli anni seguenti lo porterà ad essere molto apprezzato anche nel continente asiatico e negli Stati Uniti.

### Anni '90-'00
La ricerca di nuovi stimoli e il bisogno di rinnovamento, accompagnati da una consapevolezza e maturazione artistica , osserva Patrizia Turini, caratterizzano la produzione di Madiai anche nel ventennio 1990-2010.
Continua a dipingere I paesaggi, tema caro al pittore e omaggiato nel ventennio precedente dal già citato studioso lucchese Pier Carlo Santini, studioso che lo seguirà fedelmente nelle sue uscite nelle campagne toscane. La storica dell'arte Martina Corgnati si occuperà della stesura di vari testi riguardanti le nuove tematiche affrontate dal pittore in questi anni.
Nel 1996, infatti, viene pubblicato da Martina Corgnati I fiori, le foglie e l'acqua, titolo che si riferisce alle produzioni del pittore in questo periodo. Dedicandosi alla rappresentazione della natura morta, l'autore svolge il lavoro prevalentemente nel suo studio livornese dove rappresenta i particolari di oggetti quotidiani,  apparentemente privi di significato, ai quali, come afferma Martina Corgnati, riesce a conferire valenze artistiche oggettive e ben visibili anche allo sguardo di chi non si occupa di arte a livello professionale.
Degli anni '90 fanno parte anche i dipinti della serie I Limoni ed I Girasoli. Questi ultimi sono ritratti decine di volte dal pittore, portati in studio e lasciati ad appassire, per poi essere, come osserva Martina Corgnati "trasformati in autentici personaggi, proiettati come ombre inquietanti su sfondi dai colori sempre diversi".. Si evidenzia inoltre in queste composizioni, come i cicli del pittore non siano nettamente indipendenti l'uno dall'altro, ma legati dalla ricerca e dalla sperimentazione di nuove tecniche, nel corso delle esperienze e nelle vicende personali, come anelli della stessa catena.
Sperimentando nuove tecniche pittoriche Madiai ritorna su soggetti tradizionali che trovano le radici espressive nei secoli passati, nella pittura classica, nelle tradizioni poetiche, soggetti per cui l'artista prova interesse proprio perché profondamente attraversati dalla storia. Le Rose, già figurate in alcune produzioni degli anni precedenti, adesso sono riprese con nuove prospettive, sotto sfondi e colori sempre diversi e presentate in diverse mostre a tema anche in gallerie di fama internazionale quali la Galleria Forni di Bologna., con la quale il pittore collaborerà fino al 2005, presentando mostre in Europa in Asia e negli Stati Uniti.
Agli inizi del nuovo millennio il continuo stimolo di rinnovamento e la capacità di esplorare la realtà sotto i propri punti di vista, come osserva il critico Ferrucci, porteranno Madiai a compiere lavori che desteranno curiosità oltre che negli ambienti della critica artistica anche negli ambienti intellettuali contemporanei, che ne analizzeranno le valenze simboliche anche dal punto di vista sociologico. Dal 2001, Madiai si dedica anche a rivisitazioni in chiave moderna della favola di Pinocchio di Carlo Collodi. L'interesse per questo argomento si manifesta, oltre che in concomitanza con la nascita del primo nipote di Madiai, anche grazie ad un'importante iniziativa della Fondazione Nazionale Carlo Collodi e del comune di Pescia che nel 2001 bandiscono un concorso chiedendo a 26 artisti di presentare lavori personali aventi quali soggetto Pinocchio e affidano a 6 di questi artisti il compito di realizzare altrettante opere da esporre permanentemente nelle vie e nelle piazze principali del Paese. Tra gli artisti selezionati c'è anche Madiai, al quale viene assegnato un grande pannello di 370X290 cm su cui realizza un Pinocchio che tiene nella mano destra il Grillo Parlante sullo sfondo di un cielo stellato. Il lavoro su Pinocchio continua anche negli anni successivi, portando il pittore a realizzare opere su diversi tipi di superficie, dal cartone al legno, e a pubblicare poi un volume illustrato dal titolo "Le Avventure di Pinocchio. Racconto per immagini: Mario Madiai" presentato nella mostra Pinocchio con il Cuore.
Continua-mente-diverso è il titolo delle opere più recenti del pittore, risalenti al 2015. Il titolo sintetizza l'atteggiamento di Madiai nella propria attività.
(Mario Madiai)
Nel 2016 espone a Palazzo Bastogi, sede della Regione Toscana e nel 2018 a Palazzo Malaspina con una mostra intitolata Unitamente in due.
Madiai si è trasferito dal 2006 in una tenuta a Lorenzana, in provincia di Pisa, dove vive con la moglie, dalla quale ha avuto tre figlie. Qui, oltre alla pittura, si dedica alla viticoltura e alla produzione di vino.

## Principali mostre personali e collettive
- 1971 Cisternino dei Poccianti (Casa della Cultura), Livorno
- 1972 Galleria Fante di Picche, Livorno
- 1976 Galleria d'arte Bergamini, Milano
- 1977
  - XXIII premio del Fiorino, Biennale Internazionale d'Arte, Firenze
  - XI Edizione Rassegna Nazionale di Pittura, "Il Morazzone", Morazzone (Varese)
- 1979
  - Galleria Menghelli, Firenze.
  - Accademia Pontano, Napoli.
- 1981
  - Rassegna di pittura contemporanea Regione Toscana, Prato.
  - Galleria La Bussola, Torino.
  - Expoarte, Bari.
- 1982
  - 1ª Settimana senese di arti figurative,  Siena.
  - Galleria "Il nuovo Fuso", Parma.
  - Pittura oggi in Toscana, Galleria Comunale d'Arte contemporanea, Arezzo.
  - 20 pittori in Toscana oggi, Centro studi sull'arte.
- 1983
  - Galleria Menghelli, Firenze.
  - Galleria L'Arcadia, Livorno.
  - Artefiera, Bologna.
- 1984 Viaggio pittorico in Toscana, Galleria comunale d'Arte Contemporanea, Arezzo.
- 1985
  - Artefiera, Bologna.
  - Galleria Ippocastano, Roma.
- 1986
  - The Solomon Gallery, Londra.
  - Arco Fiera Internacional, Madrid.
  - ExpoArte Fiac, Parigi.
  - Galleria Menghelli, Firenze.
  - Arte fair, Londra.
- 1987
  - Arco Fiera Internacional, Madrid.
  - Galleria Narciso, Roma.
  - Stockolm Art Fair, Stoccolma.
  - Expo Arte Fiera, Milano.
  - Contemporary Art Fair, Los Angeles.
  - Museo La Foret, Tokyo.
  - Hanson Art Gallery, La Jolla, CA. USA.
- 1988
  - Galleria Il Segno Contemporaneo, Brescia.
  - Inter Arte, Valencia.
  - Galleria Forni,Tokyo.
  - Gallerie Prom, Monaco di Baviera.
- 1989
  - Galleria Menghelli, Firenze.
  - Art Fair, Londra.
  - Galleria Forni, Bologna.
- 1990
  - Galleria Forni, Tokyo.
  - Gallerie Prom, Monaco di Baviera.
- 1991
  - Galleria Davico, Torino.
  - Galleria Il Cenacolo, Piacenza.
- 1992
  - Auditorium 2 Pini, Roma.
  - Gallerie Prom,Monaco di Baviera.
  - Graphis Arte, Livorno.
  - Forni Tendenze, Bologna.
  - Galleria Aliseo, Campiglia Marittima.
- 1993
  - Galleria Forni, Bologna.
  - Galleria L'Incontro, Ancona.
  - Expoarte, Bari.
  - Artest, Udine.
- 1994
  - Gallerie Prom, Monaco di Baviera.
  - Premio Ginestra d'oro, Portonovo.
  - Galleria Rotta, Genova.
  - Expoarte, Bari.
- 1995
  - Artefiera, Bologna.
  - Expoarte, Bari.
  - Gallerie Prom, Monaco di Baviera.
  - Galleria Il Quadrifoglio, Siracusa.
- 1996
  - MIART, Milano
  - Galleria Signoretti, Pesaro.
- 1997
  - Artefiera, Bologna.
  - Galleria Davico, Torino.
  - Galleria Forni, Bologna.
  - Palazzo Cesi, Acquasparta.
  - Siae 2, Bologna.
  - Galerie Prom, Monaco di Baviera.
  - Lazzaretto, Ancona.
- 1998
  - Galleria Comunale Arte Moderna, Palazzo Racani Arroni, Spoleto.
  - Galleria Prima Visione, Gallarate.
  - Shanghai Art Fair, Shanghai, Cina.
  - Galleria 61, Palermo.
  - Galleria Forni, Milano.
  - Galleria Davico, Torino.
- 1999
  - Miami Art fair, Miami, USA.
  - Artefiera, Bologna.
  - Galleria Prom, Quinta del Lago, Portugal.
- 2000
  - Art Ancona, Ancona.
  - Galleria Abrmazle, Londra
  - Galleria d'Arte "Il Ponte", Susa.
- 2001
  - Studio Forni, Milano.
  - Art Fair, Barcellona.
  - The Lewis Gallery Carmel, California, USA.
- 2002
  - Galleria Forni, Bologna
  - The Lewis Gallery Carmel, California, USA.
- 2004 - Galleria Alberto Misrachi, Città del Messico, Messico.
- 2009
  - Castello di Lari (PI), "Pinocchio Amarcord, Prova d'orchestra per un'inquadratura".
  - Fondazione Banca del Monte di Lucca, Lucca. "Sub Rosa, dall'emozione all'ossessione
- 2010-A Muse Gallery, Columbus Ohio, USA.
- 2011-Grafique Art Gallery, Bologna.
- 2012-Art Basel, Miami, Florida, USA.
- 2013-Mostra antologica Archivio di Stato, Milano.
- 2014-Galleria Forni, Bologna.
- 2015
  - -Estart Gallery, Pietrasanta.
  - -Museo Civico Giovanni Fattori, Livorno.
- 2016 - Palazzo Bastogi, Regione Toscana, Firenze.
- 2017
  - Ponte de Sor Alentejo, Portugal.

- 2018
  - Unitamente in due, Palazzo Malaspina, San Donato in Poggio, Firenze.
  - Pinocchio con il cuore-Mario Madiai, Collodi (PT).
  - Marcia Evans Gallery, Columbus OHIO, USA.